# 哈爾格薩區
哈爾格薩區是索馬利亞時期的一個區，位於該國西北部的馬魯迪耶州，而該州實際上由索馬利蘭政府控制。首府哈爾格薩為索馬利蘭首都。

## 外部鏈結
- 哈爾格薩區行政區域圖（页面存档备份，存于）